# Břežany (Moravia meridionale)
Břežany (in tedesco Frischau) è un comune della Repubblica Ceca facente parte del distretto di Znojmo, in Moravia Meridionale.